# Earle Meadows
Pour les articles homonymes, voir Meadows.
Earle Elmer Meadows, né le 29 juin 1913 à Corinth, Mississippi, et mort le 11 novembre 1992 à Fort Worth, Texas, est un athlète américain, spécialiste du saut à la perche.

## Biographie
Il remporte les championnats de l'Amateur Athletic Union en 1935.
Il participe aux Jeux olympiques d'été de 1936, à Berlin, et remporte la médaille d'or du concours du saut à la perche avec un saut à 4,35 m, signant un nouveau record olympique.
Le 29 mai 1937, à Los Angeles, Earle Meadows établit un nouveau record du monde du saut à la perche en franchissant une barre à 4,54 m, améliorant de onze centimètres l'ancienne meilleure marque mondiale détenue depuis 1936 par son compatriote George Varoff. Lors de ce concours, son compatriote Bill Sefton franchit également cette hauteur de 4,54 m.

## Palmarès
| Date | Compétition     | Lieu   | Résultat | Performance |
| ---- | --------------- | ------ | -------- | ----------- |
| 1936 | Jeux olympiques | Berlin | 1er      | 4,35 m      |